# Sinoboletus
Sinoboletus is een geslacht van schimmels behorend tot de familie Boletaceae. De typesoort is Sinoboletus duplicatoporus, maar deze is later verplaatst naar het geslacht Aureoboletus als Aureoboletus duplicatoporus.

## Soorten
Volgens Index Fungorum bevat het geslacht tien soorten (peildatum augustus 2023):
| Soortnaam                | Auteur(s)                           | Publicatiejaar |
| ------------------------ | ----------------------------------- | -------------- |
| Sinoboletus albidus      | M. Zang & R.H. Petersen             | 2004           |
| Sinoboletus fuscus       | M. Zang & C.M. Chen                 | 1998           |
| Sinoboletus gelatinosus  | M. Zang & R.H. Petersen             | 2004           |
| Sinoboletus guizhouensis | M. Zang & X.L. Wu                   | 1995           |
| Sinoboletus maekawae     | M. Zang & R.H. Petersen             | 2001           |
| Sinoboletus magniporus   | M. Zang                             | 1992           |
| Sinoboletus magnisporus  | M. Zang & C.M. Chen                 | 1998           |
| Sinoboletus meipengianus | M. Zang & D.Z. Zhang                | 2004           |
| Sinoboletus tengii       | M. Zang & Yan Liu                   | 2002           |
| Sinoboletus wangii       | M. Zang, Zhu L. Yang & Y. Zhang bis | 2006           |